# Гитега (провинция)
Гите́га (рунди Gitega) — одна из 18 провинций Бурунди. Находится в центральной части страны. Площадь — 1979 км², население 725 223 человека.
Административный центр — город Гитега.

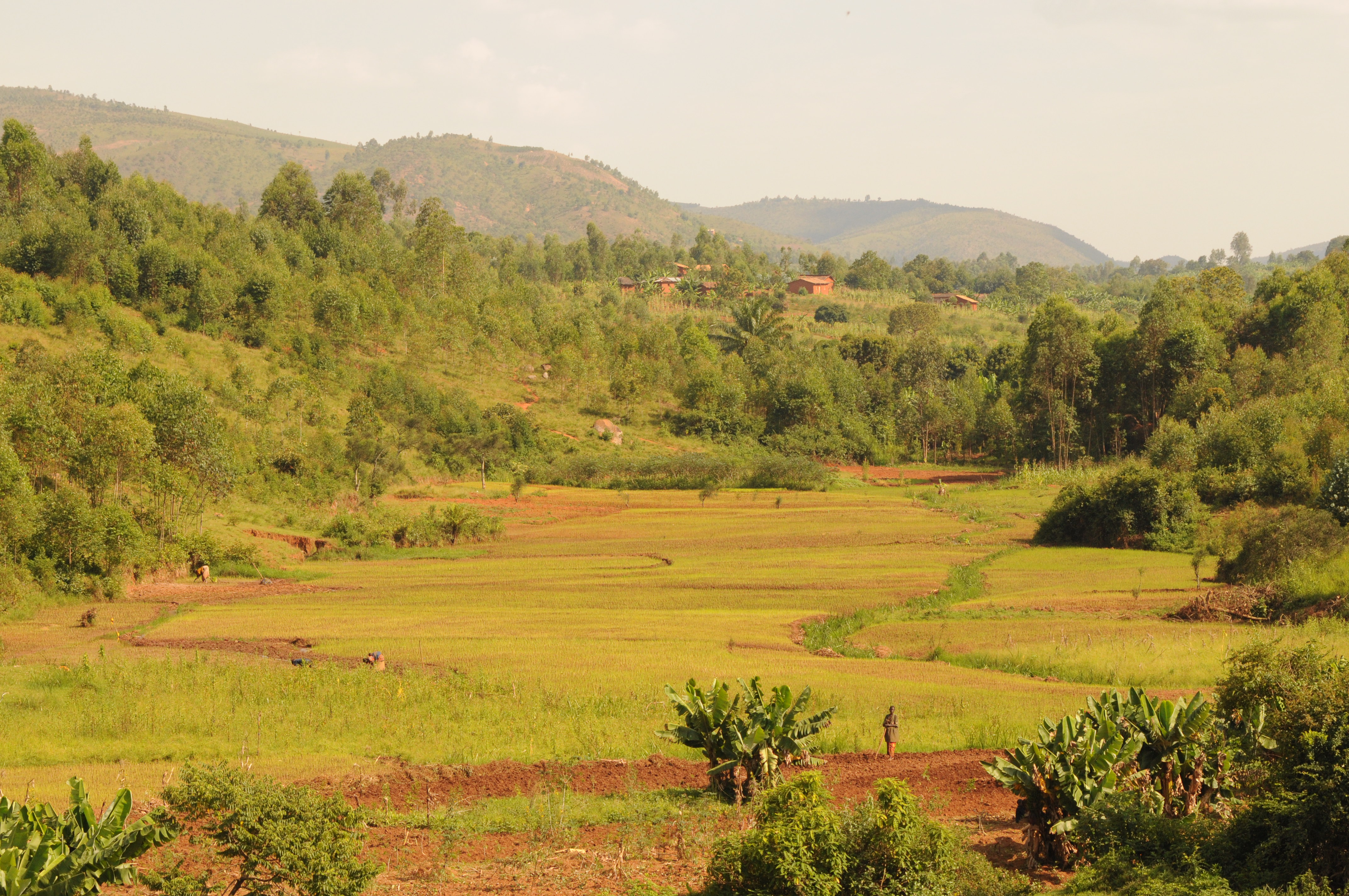
Местность в провинции Гитега.

## География
На севере граничит с провинцией Нгози, на северо-востоке — с провинцией Карузи, на востоке — с провинцией Руйиги, на юге — с провинциями Рутана и Бурури, на западе — с провинциями Мваро и Мурамвья, на северо-западе — с провинцией Каянза.

## Административное деление
Гитега делится на 11 коммун:
- Бугендана
- Букирасази
- Бураза
- Гихета
- Гишуби
- Гитега
- Итаба
- Макебуко
- Мутахо
- Ньянрусанге
- Рьянсоро